# Sloanea
Sloanea är ett släkte av tvåhjärtbladiga växter. Sloanea ingår i familjen Elaeocarpaceae.

## Dottertaxa tillSloanea, i alfabetisk ordning[1]
- Sloanea aberrans
- Sloanea aculeata
- Sloanea ahuatoso
- Sloanea ampla
- Sloanea amygdalina
- Sloanea anacantha
- Sloanea archboldiana
- Sloanea arfakensis
- Sloanea australis
- Sloanea bathiei
- Sloanea berteriana
- Sloanea billardieri
- Sloanea bolivarensis
- Sloanea brachystyla
- Sloanea brachytepala
- Sloanea brassii
- Sloanea brenesii
- Sloanea brevipes
- Sloanea brevispina
- Sloanea calva
- Sloanea caribaea
- Sloanea carrenoi
- Sloanea cataniapensis
- Sloanea caudata
- Sloanea cavicola
- Sloanea celebica
- Sloanea changii
- Sloanea chingiana
- Sloanea chocoana
- Sloanea clemensiae
- Sloanea cordifolia
- Sloanea coriacea
- Sloanea crassifolia
- Sloanea cruenta
- Sloanea curatellifolia
- Sloanea dasycarpa
- Sloanea davidsei
- Sloanea dentata
- Sloanea dubia
- Sloanea duckei
- Sloanea durissima
- Sloanea dussii
- Sloanea echinocarpa
- Sloanea eichleri
- Sloanea erismoides
- Sloanea esmeraldana
- Sloanea faginea
- Sloanea fasciculata
- Sloanea filiformis
- Sloanea floribunda
- Sloanea forbesii
- Sloanea fragrans
- Sloanea froesii
- Sloanea garcia-cossioi
- Sloanea garckeana
- Sloanea geniculata
- Sloanea glabra
- Sloanea gladysiae
- Sloanea gracilis
- Sloanea grandezii
- Sloanea grandiflora
- Sloanea grandis
- Sloanea granulosa
- Sloanea grossa
- Sloanea guapilensis
- Sloanea guianensis
- Sloanea gymnocarpa
- Sloanea hainanensis
- Sloanea haplopoda
- Sloanea hatschbachii
- Sloanea hemsleyana
- Sloanea heteroneura
- Sloanea ilicifolia
- Sloanea insularis
- Sloanea integrifolia
- Sloanea jamaicensis
- Sloanea javanica
- Sloanea koghiensis
- Sloanea kuhlmannii
- Sloanea laevigata
- Sloanea lamii
- Sloanea lanceolata
- Sloanea langii
- Sloanea larensis
- Sloanea lasiocarpa
- Sloanea lasiocoma
- Sloanea latifolia
- Sloanea laurifolia
- Sloanea laxiflora
- Sloanea ledermannii
- Sloanea lepida
- Sloanea leptocarpa
- Sloanea longiaristata
- Sloanea longisepala
- Sloanea loquitoi
- Sloanea macbrydei
- Sloanea macrophylla
- Sloanea magnifolia
- Sloanea malayana
- Sloanea medusula
- Sloanea megacarpa
- Sloanea megaphylla
- Sloanea meianthera
- Sloanea merevariensis
- Sloanea mexicana
- Sloanea micrantha
- Sloanea monosperma
- Sloanea montana
- Sloanea multiflora
- Sloanea myriandra
- Sloanea nitida
- Sloanea nymanii
- Sloanea obtusifolia
- Sloanea oxyacantha
- Sloanea pacuritana
- Sloanea papuana
- Sloanea paradisearum
- Sloanea parkinsonii
- Sloanea parviflora
- Sloanea parvifructa
- Sloanea perbella
- Sloanea petalata
- Sloanea petenensis
- Sloanea picapica
- Sloanea pittieriana
- Sloanea poilanei
- Sloanea porphyrocarpa
- Sloanea potsniroki
- Sloanea pseudogranulosa
- Sloanea pseudoverticillata
- Sloanea pubescens
- Sloanea pubiflora
- Sloanea pulchra
- Sloanea pullei
- Sloanea pulleniana
- Sloanea ramiflora
- Sloanea raynaliana
- Sloanea regelii
- Sloanea retusa
- Sloanea rhodantha
- Sloanea robusta
- Sloanea rojasiae
- Sloanea rotundifolia
- Sloanea rufa
- Sloanea rugosa
- Sloanea schippii
- Sloanea schomburgkii
- Sloanea schumannii
- Sloanea shankii
- Sloanea sigun
- Sloanea sinemariensis
- Sloanea sinensis
- Sloanea sipapoana
- Sloanea sogerensis
- Sloanea spathulata
- Sloanea speciosa
- Sloanea sterculiacea
- Sloanea steyermarkii
- Sloanea stipitata
- Sloanea streimannii
- Sloanea suaveolens
- Sloanea subpsilocarpa
- Sloanea subsessilis
- Sloanea synandra
- Sloanea terniflora
- Sloanea tieghemii
- Sloanea tomentosa
- Sloanea trichosticha
- Sloanea tuerckheimii
- Sloanea uniflora
- Sloanea velutina
- Sloanea venezuelana
- Sloanea versteeghii
- Sloanea woollsii
- Sloanea wurdackii
- Sloanea xichouensis
- Sloanea zuliaensis